# Адамски, Херберт
Херберт Адамски (нем. Herbert Adamski; 30 апреля 1910, Берлин — 11 августа 1941, Сольцы, Ленинградская область) — немецкий гребец. Олимпийский чемпион 1936 года. Погиб во время Второй мировой войны.

## Биография
Родился в 1910 году в Берлине. Представлял столичный клуб «Фризен» по академической гребле. Первую награду на чемпионате Германии по академической гребле завоевал в 1930 году, став бронзовым призёром в соревнованиях четвёрок с рулевым.
В последующие годы неоднократно поднимался на пьедестал национального первенства: пять раз выигрывал золото (1936, 1937, 1938 и дважды в 1939 году), четыре раза становился серебряным призёром (1935, 1936, 1937, 1939) и один раз завоёвывал бронзу (1934).
На международной арене в составе экипажа с Герхардом Густманом и Гюнтером Гольштейноном добился успеха в двойке с рулевым, завоевав золото чемпионата Европы 1937 года в Амстердаме и серебро чемпионата Европы 1938 года в Милане.
Главным достижением в карьере стала победа на Олимпийских играх 1936 года в Берлине. Тогда Херберт Адамски вместе с Герхардом Густманом и Дитером Арендом в двойке с рулевым выиграли золотые медали, опередив в финале сборную Италии на 13 секунд.
С началом Второй мировой войны Адамски был призван в армию и участвовал в боевых действиях против СССР. В 1941 году он погиб в городе Сольцы (сейчас — Новгородская область).